# Federico Amoroso
Federico Amoroso (Napoli, 29 maggio 1891 – Roma, 2 aprile 1968) è stato un generale italiano, distintosi come ufficiale dirigibilista nel corso della Grande Guerra, partecipò successivamente come ufficiale del genio militare alla guerra d'Etiopia e alla seconda guerra mondiale. Durante il secondo conflitto mondiale fu comandante del genio della 9ª Armata, e poi del genio delle F.F.A.A. operanti nel settore greco-albanese. Dopo la caduta del fascismo fu Segretario di stato e ministro delle comunicazioni nel I governo Badoglio dal 27 luglio 1943 all'11 febbraio 1944. Decorato con le croci di cavalieri e di Ufficiale dell'Ordine militare di Savoia, di una medaglia d'argento e una croce di guerra al valor militare.

## Biografia
Nacque a Napoli il 29 maggio 1891. Arruolatosi nel Regio Esercito frequentò la Regia Accademia Militare di Artiglieria e Genio di Torino uscendone con il grado di sottotenente assegnato all'arma del genio. 
Promosso tenente, mentre era in servizio nel 3º Reggimento del genio dal 1912 prestò servizio in Libia nel corso della guerra italo turca, rimanendovi qualche tempo.
Dopo l'entrata in guerra del Regno d'Italia, avvenuta il 24 maggio 1915, prestò servizio al fronte, e nel gennaio 1917 chiese, ed ottenne, il trasferimento alla specialità dirigibili come ufficiale di bordo. Vicecomandante di dirigibile nel settembre dello stesso anno, prese parte a numerose missioni belliche, e nel 1918 fu promosso maggiore e comandante dell'aeronave M.19 dell'aeroscalo di Ferrara dal 25 giugno. Alla fine del conflitto risultava decorato con una Medaglia d'argento e una croce di guerra al valor militare.
Venne promosso tenente colonnello il 16 gennaio 1927, fu poi insegnante presso l'Istituto radio telegrafico rimanendovi sino al 16 marzo 1934. In quella data passò in servizio presso l'8º Reggimento del genio, divenendo comandante del 5º Reggimento del genio il 17 dicembre 1934, promosso a colonnello del genio militare il 23 dello stesso mese. Prese parte alle operazioni belliche in Etiopia come comandante del genio del II Corpo d'armata, rimanendo in Africa Orientale Italiana sino al 1º novembre 1936., quando ritornò in Patria assegnato al Ministero della guerra. Promosso generale di brigata il 30 giugno 1939, assunse il comando del genio del Corpo d'armata di Bolzano. Dopo la dichiarazione di guerra a Francia e Gran Bretagna, avvenuta il 10 giugno 1940, passò al comando del genio del XVIII Corpo d'armata di Bolzano e di quello della difesa territoriale della stessa città altoatesina. Con la costituzione della 9ª Armata operante contro la Grecia in Albania fu posto a capo del genio dell'armata, passando poco tempo dopo al comando del genio delle F.F.A.A. operanti in quel settore, prendendo parte alle operazioni belliche sino al maggio 1941. Dal 10 settembre dello stesso anno passò al comando del genio del XII Corpo d'armata di stanza a Palermo.
Generale di divisione dal 1º gennaio 1942, dal 1º maggio seguente passò al comando del genio della 2ª Armata a Fiume e dopo la caduta del fascismo fu il primo Segretario di stato e ministro delle comunicazioni, dal 27 luglio 1943 all'11 febbraio 1944, nel I governo Badoglio.
Nel marzo 1945 fu nominato Ispettore dell'arma del genio dell'esercito cobelligerante italiano, ricoprendo tale incarico sino al gennaio 1946.
Nel dopoguerra fu presidente dell'Associazione Nazionale Genieri e Trasmettitori d'Italia dal 1959 al 1966. Si spense a Roma il 2 aprile 1968.

### Fonti
1. 1 2 3 4 5 6 7 8 9 10 11 12  Generals.
2. 1 2 3  Mancini 1936, p. 37.
3. ↑   Bollettino ufficiale delle nomine, promozioni e destinazioni negli uffiziali, 1919,  p. 4498. URL consultato il 12 marzo 2021.
4. ↑   Bollettino ufficiale delle nomine, promozioni e destinazioni negli uffiziali, 1925,  p. 2716. URL consultato il 12 marzo 2021.
5. ↑  ANGET.
6. 1 2  Ordine militare d'Italia sul sito della Presidenza della Repubblica
7. ↑  Quirinale